# Чероборта
Чероборта (рум. Ceroborta) — село в Молдавии, в составе коммуны Крузешты сектора Чеканы муниципия Кишинёв. Кроме него в коммуну также входит село Крузешты.
По данным переписи 2004 года в селе проживало 36 человек: 19 мужчин и 17 женщин. Из них 30 отнесли себя  к молдаванам, 3 — к руским, 2 — к румынам, 1 — к украинцам.